# Germán Berterame
Germán Berterame (Villa María, Argentina; 13 de noviembre de 1998) es un futbolista argentino nacionalizado mexicano que juega como delantero centro y su equipo actual es C. F. Monterrey de la Primera División de México.

## Trayectoria

### San Lorenzo
Comenzó jugando al baby fútbol en Deportivo Argentino y se fue, junto a su hermano Gonzalo, desde muy joven a las inferiores de San Lorenzo, donde en la temporada 2014 se convirtió en el máximo goleador del fútbol juvenil del club.

### Club Atlético de San Luis
San Lorenzo interrumpió el préstamo de Germán Berterame en Patronato y vendió el 70% de su pase al Atlético San Luis. En 2022, el equipo filial de México del Club Atlético de Madrid dejó que su contrato, hasta 2022, expirara para evitar en pago de ese 30% por su inminente traspaso al Club de Fútbol Monterrey. Al término de su contrato, su equipo matriz, el Atlético de Madrid español adquirió sus derechos al ser jugador libre, para posteriormente traspasarlo al club de Monterrey.
San Lorenzo estudió la posibilidad de denunciar el caso a la FIFA.

## Selección nacional

### Selección Argentina Sub-17
El 25 de enero de 2015, Miguel Ángel Lemme incluyó a Germán Berterame en la Preselección Sub-17 de 31 jugadores para disputar el Campeonato Sudamericano Sub-17 a disputarse en Paraguay, de esta nómina quedarán 22 jugadores. Los jugadores se entrenarán de cara al certamen a partir del 26 de enero.
El 20 de febrero de 2015, el director técnico de la Selección Argentina Sub-17 entregó una lista con los 22 futbolistas en el cual fue convocado para que comenzara a entrenarse de cara al Campeonato Sudamericano Sub-17 de la categoría que se disputará a partir de marzo en Paraguay.

#### Participaciones en Sudamericanos
| Copa                     | Sede     | Resultado  | Partidos | Goles |
| ------------------------ | -------- | ---------- | -------- | ----- |
| Sudamericano Sub-17 2015 | Paraguay | Subcampeón | 9        | 3     |

#### Detalle
| \| N.º \| Fecha \| Estadio \| Local \| Resultado \| Visitante \| Goles \| Asist. \| Competición \| \| ----- \| ---------- \| ----------------------------------------------------- \| --------- \| --------- \| --------- \| ----- \| ------ \| ------------------- \| \| 1 \| 06-03-2015 \| Estadio Dr. Nicolás Leoz, Asunción, Paraguay \| Argentina \| 1-2 \| Ecuador \| \| \| Sudamericano Sub-17 \| \| 2 \| 08-03-2015 \| Estadio Feliciano Cáceres, Luque, Paraguay \| Uruguay \| 2-1 \| Argentina \| \| \| Sudamericano Sub-17 \| \| 3 \| 10-03-2015 \| Estadio Feliciano Cáceres, Luque, Paraguay \| Argentina \| 4-1 \| Bolivia \| \| \| Sudamericano Sub-17 \| \| 4 \| 14-03-2015 \| Estadio Lic. Erico Galeano Segovia, Capiatá, Paraguay \| Argentina \| 1-0 \| Chile \| \| \| Sudamericano Sub-17 \| \| 5 \| 17-03-2015 \| Estadio Feliciano Cáceres, Luque, Paraguay \| Brasil \| 0-1 \| Argentina \| \| \| Sudamericano Sub-17 \| \| 6 \| 20-03-2015 \| Estadio Dr. Nicolás Leoz, Asunción, Paraguay \| Paraguay \| 1-4 \| Argentina \| \| \| Sudamericano Sub-17 \| \| Total \| \| Presencias \| 6 \| \| Goles \| 3 \| 0 \| \| |            |                                                       |           |           |           |       |        |                     |
| N.º | Fecha      | Estadio                                               | Local     | Resultado | Visitante | Goles | Asist. | Competición         |
| 1 | 06-03-2015 | Estadio Dr. Nicolás Leoz, Asunción, Paraguay          | Argentina | 1-2       | Ecuador   |       |        | Sudamericano Sub-17 |
| 2 | 08-03-2015 | Estadio Feliciano Cáceres, Luque, Paraguay            | Uruguay   | 2-1       | Argentina |       |        | Sudamericano Sub-17 |
| 3 | 10-03-2015 | Estadio Feliciano Cáceres, Luque, Paraguay            | Argentina | 4-1       | Bolivia   |       |        | Sudamericano Sub-17 |
| 4 | 14-03-2015 | Estadio Lic. Erico Galeano Segovia, Capiatá, Paraguay | Argentina | 1-0       | Chile     |       |        | Sudamericano Sub-17 |
| 5 | 17-03-2015 | Estadio Feliciano Cáceres, Luque, Paraguay            | Brasil    | 0-1       | Argentina |       |        | Sudamericano Sub-17 |
| 6 | 20-03-2015 | Estadio Dr. Nicolás Leoz, Asunción, Paraguay          | Paraguay  | 1-4       | Argentina |       |        | Sudamericano Sub-17 |
| Total |            | Presencias                                            | 6         |           | Goles     | 3     | 0      |                     |

#### Participaciones en Mundiales
| Copa                | Sede  | Resultado      | Partidos | Goles |
| ------------------- | ----- | -------------- | -------- | ----- |
| Mundial Sub-17 2015 | Chile | Fase de grupos | 3        | 0     |

## Estadísticas

### Clubes
Actualizado hasta su último partido disputado el 3 de agosto de 2025.
| Club                          | Div.          | Temporada     | Liga  | Liga  | Liga   | Copas nacionales | Copas nacionales | Copas nacionales | Torneos internacionales | Torneos internacionales | Torneos internacionales | Total | Total | Total  |
| Club                          | Div.          | Temporada     | Part. | Goles | Asist. | Part.            | Goles            | Asist.           | Part.                   | Goles                   | Asist.                  | Part. | Goles | Asist. |
| ----------------------------- | ------------- | ------------- | ----- | ----- | ------ | ---------------- | ---------------- | ---------------- | ----------------------- | ----------------------- | ----------------------- | ----- | ----- | ------ |
| C. A. San Lorenzo Argentina   | 1.ª           | 2016          | —     | —     | —      | —                | —                | —                | 1                       | 0                       | 0                       | 1     | 0     | 0      |
| C. A. San Lorenzo Argentina   | 1.ª           | 2016-17       | 1     | 0     | 0      | —                | —                | —                | —                       | —                       | —                       | 1     | 0     | 0      |
| C. A. San Lorenzo Argentina   | 1.ª           | 2017-18       | 4     | 0     | 0      | —                | —                | —                | —                       | —                       | —                       | 4     | 0     | 0      |
| C. A. San Lorenzo Argentina   | 1.ª           | 2018-19       | 2     | 0     | 0      | —                | —                | —                | —                       | —                       | —                       | 2     | 0     | 0      |
| C. A. San Lorenzo Argentina   | Total club    | Total club    | 7     | 0     | 0      | 0                | 0                | 0                | 1                       | 0                       | 0                       | 8     | 0     | 0      |
| C. A. Patronato Argentina     | 1.ª           | 2018-19       | 10    | 3     | 1      | 2                | 1                | 0                | —                       | —                       | —                       | 12    | 4     | 1      |
| C. A. Patronato Argentina     | Total club    | Total club    | 10    | 3     | 1      | 2                | 1                | 0                | 0                       | 0                       | 0                       | 12    | 4     | 1      |
| Atlético de San Luis · México | 1.ª           | 2019-20       | 23    | 6     | 0      | 3                | 0                | 0                | —                       | —                       | —                       | 26    | 6     | 0      |
| Atlético de San Luis · México | 1.ª           | 2020-21       | 30    | 8     | 1      | —                | —                | —                | —                       | —                       | —                       | 30    | 8     | 1      |
| Atlético de San Luis · México | 1.ª           | 2021-22       | 37    | 17    | 5      | —                | —                | —                | —                       | —                       | —                       | 37    | 17    | 5      |
| Atlético de San Luis · México | Total club    | Total club    | 90    | 31    | 6      | 3                | 0                | 0                | 0                       | 0                       | 0                       | 93    | 31    | 6      |
| C. F. Monterrey · México      | 1.ª           | 2022-23       | 39    | 11    | 5      | —                | —                | —                | —                       | —                       | —                       | 39    | 11    | 5      |
| C. F. Monterrey · México      | 1.ª           | 2023-24       | 31    | 11    | 2      | —                | —                | —                | 10                      | 7                       | 3                       | 41    | 18    | 5      |
| C. F. Monterrey · México      | 1.ª           | 2024-25       | 38    | 20    | 0      | —                | —                | —                | 9                       | 5                       | 1                       | 47    | 25    | 1      |
| C. F. Monterrey · México      | 1.ª           | 2025-26       | 3     | 4     | 0      | —                | —                | —                | 2                       | 1                       | 1                       | 5     | 5     | 1      |
| C. F. Monterrey · México      | Total club    | Total club    | 111   | 46    | 7      | 0                | 0                | 0                | 21                      | 13                      | 5                       | 132   | 59    | 12     |
| Total carrera                 | Total carrera | Total carrera | 218   | 80    | 14     | 5                | 1                | 0                | 22                      | 13                      | 5                       | 245   | 94    | 19     |
| 1. 2. 3.                      |               |               |       |       |        |                  |                  |                  |                         |                         |                         |       |       |        |

### Selecciones
Actualizado hasta su último partido disputado el 15 de octubre de 2024.
| Selección         | Año               | Amistoso | Amistoso | Amistoso | Eliminatorias | Eliminatorias | Eliminatorias | Continental | Continental | Continental | Mundial | Mundial | Mundial | Total | Total | Total  |
| Selección         | Año               | Part.    | Goles    | Asist.   | Part.         | Goles         | Asist.        | Part.       | Goles       | Asist.      | Part.   | Goles   | Asist.  | Part. | Goles | Asist. |
| ----------------- | ----------------- | -------- | -------- | -------- | ------------- | ------------- | ------------- | ----------- | ----------- | ----------- | ------- | ------- | ------- | ----- | ----- | ------ |
| Sub-17 Argentina  | 2015              | —        | —        | —        | —             | —             | —             | 9           | 3           | 1           | 3       | 0       | 0       | 12    | 3     | 1      |
| Sub-17 Argentina  | Total             | 0        | 0        | 0        | 0             | 0             | 0             | 9           | 3           | 1           | 3       | 0       | 0       | 12    | 3     | 1      |
| Absoluta · México | 2024              | 1        | 0        | 0        | —             | —             | —             | —           | —           | —           | —       | —       | —       | 1     | 0     | 0      |
| Absoluta · México | Total             | 1        | 0        | 0        | 0             | 0             | 0             | 0           | 0           | 0           | 0       | 0       | 0       | 1     | 0     | 0      |
| Total selecciones | Total selecciones | 1        | 0        | 0        | 0             | 0             | 0             | 9           | 3           | 1           | 3       | 0       | 0       | 13    | 3     | 1      |
| 1. 2.             |                   |          |          |          |               |               |               |             |             |             |         |         |         |       |       |        |

## Palmarés

### Distinciones individuales
| Distinción                                                                                   | Año  |
| -------------------------------------------------------------------------------------------- | ---- |
| Goleador del Apertura de la Liga MX (9 goles compartido con Nicolás Federico López)          | 2021 |
| Incluido en el equipo All-Star de la Liga MX                                                 | 2022 |
| Mejor jugador del partido Monterrey vs Inter de Miami en la Copa de Campeones de la Concacaf | 2024 |